# Eros Bellinelli
Eros Bellinelli (* 19. Dezember 1920 in Bodio TI; † 30. April 2019 in Banco di Bedigliora) war ein Schweizer Journalist und Autor.

## Leben
Bellinelli war Sozialist und von 1942 bis 1946 Redaktor der Zeitung Libera Stampa und während mehrerer Jahre zuständig für deren Literaturseite. Er war Mitbegründer, Sekretär und Juror des gleichnamigen Literaturpreises.
Ab 1941 war Bellinelli Mitarbeiter beim Radio der italienischen Schweiz. 1946 wechselte er endgültig zum Radio, wo er zunächst Redaktionsleiter, dann Ressortleiter Kultur war. Von 1973 bis 1985 war er Programmleiter für Radio und Fernsehen.
Bellinelli schrieb um die achtzig kleine Künstlermonografien und veröffentlichte Berichte über Schriftsteller, Künstler und Politiker. 1965 gehörte er zu den Mitbegründern der Reihe Edizioni Pantarei, für die er während 20 Jahren verantwortlich zeichnete.
Er wohnte und starb in Banco Fraktion der Gemeinde Bedigliora.

## Schriften
- Gisella Andersch. Edizioni Pantarei, Lugano 1971.
- Jimmy Ortelli. Edizioni Pantarei, Lugano 1971.
- Pierre Casè. Edizioni Pantarei, Lugano-Massagno 1972.
- Dimitri Plescan. Edizioni Pantarei, Lugano 1976.
- Mauro Maulini. Edizioni Pantarei, Lugano 1978.
- L’opera grafica di Massimo Cavalli: 1947-1987. Edizioni del Convento vecchio, Astano 1988.
- Arte di frontiera: vent’anni della Galleria Tonino, 1967-1987. Edizioni del Convento vecchio, Astano 1989.
- La pittura di Sebastian Burckhardt. Edizioni del Convento vecchio, Astano 1989.
- Donazione Giovanni Bianconi. (mit Piero Bianconi und Rossana Cardani Vergani), Pinacoteca comunale Casa Rusca, Armando Dadò Editore, Locarno 1995.
- Strani e meravigliosi mestieri di un tempo: testi radiofonici di autori svizzeri italiani. Lugano: Radio svizzera di lingua italiana, Armando Dadò Editore, Locarno 2008.